# San Juan Cotzocón
San Juan Cotzocón är en kommun i Mexiko.   Den ligger i delstaten Oaxaca, i den sydöstra delen av landet, 500 km sydost om huvudstaden Mexico City.
Följande samhällen finns i San Juan Cotzocón:
- San Felipe Cihualtepec
- Santa María Puxmetacán
- Los Raudales
- Santa María Matamoros
- Colonia Jardines de María Lombardo de Caso